# گوتوکو ساکای
گوتوکو ساکای (酒井 高 徳، ساکای گوتوکو، متولد ۱۴ مارس ۱۹۹۱) یک فوتبالیست ژاپنی آمریکایی الاصل با نژاد آلمانی است که در  باشگاه فوتبال ویسل کوبه بازی می‌کند.